# 1938 no cinema

## Eventos
- 3 de setembro - Fundação do cinema Cine Roxy em Copacabana
- 5 de setembro - Lançamento de Branca de Neve e os Sete Anões no Brasil (no Rio de Janeiro nos Cine Odeon e Cine São Luiz)

## Nascimentos
| Data            | Nome                 | Profissão                                 | Nacionalidade  | Observações | Ref |
| --------------- | -------------------- | ----------------------------------------- | -------------- | ----------- | --- |
| 6 de janeiro    | Adriano Celentano    | ator, cantor e humorista                  | Itália         |             |     |
| 16 de janeiro   | Jô Soares            | humorista e apresentador de televisão     | Brasil         | m. 2022     |     |
| 18 de fevereiro | István Szabó         | cineasta                                  | Hungria        |             |     |
| 24 de fevereiro | James Farentino      | actor                                     | Estados Unidos |             |     |
| 25 de fevereiro | Diane Baker          | atriz e produtora                         | Estados Unidos |             |     |
| 10 de março     | Dórdio Guimarães     | poeta, cineasta, ficcionista e jornalista | Portugal       | m. 1997     |     |
| 18 de março     | Machiko Soga         | atriz e dubladora                         | Japão          | m. 2006     |     |
| 19 de março     | Manuel Costa e Silva | director de fotografia e realizador       | Portugal       | m. 1999     |     |
| 15 de abril     | Claudia Cardinale    | atriz                                     | Itália         |             |     |
| 7 de maio       | Francisco di Franco  | modelo e ator                             | Brasil         | m. 2001     |     |
| 22 de maio      | Richard Benjamin     | realizador                                | Estados Unidos |             |     |
| 15 de junho     | Lílian Lemmertz      | atriz                                     | Brasil         | m. 1986     |     |
| 21 de junho     | Acácio de Almeida    | diretor de fotografia                     | Portugal       |             |     |
| 9 de julho      | Brian Dennehy        | ator                                      | Estados Unidos |             |     |
| 18 de julho     | Paul Verhoeven       | realizador                                | Países Baixos  |             |     |
| 20 de julho     | Natalie Wood         | atriz                                     | Estados Unidos | m. 1981     |     |
| 29 de agosto    | Elliott Gould        | ator                                      | Estados Unidos |             |     |
| 1 de setembro   | Per Kirkeby          | pintor, poeta, cineasta e escultor        | Dinamarca      |             |     |
| 2 de setembro   | Giuliano Gemma       | ator                                      | Itália         |             |     |
| 23 de setembro  | Romy Schneider       | atriz                                     | Áustria        | m. 1982     |     |
| 28 de setembro  | Emiliano Queiroz     | ator                                      | Brasil         |             |     |
| 22 de outubro   | Derek Jacobi         | ator                                      | Reino Unido    |             |     |
| 22 de outubro   | Christopher Lloyd    | ator                                      | Estados Unidos |             |     |
| 28 de outubro   | Dina Sfat            | atriz                                     | Brasil         | m. 1989     |     |
| 13 de novembro  | Jean Seberg          | atriz                                     | Estados Unidos | m. 1979     |     |
| 26 de novembro  | Walter Lima Junior   | cineasta                                  | Brasil         |             |     |
| 29 de dezembro  | Jon Voight           | ator                                      | Estados Unidos |             |     |

## Mortes
| Data          | Nome           | Profissão | Nacionalidade | Observações | Ref |
| ------------- | -------------- | --------- | ------------- | ----------- | --- |
| 21 de janeiro | Georges Méliès | cineasta  | França        | n. 1861     |     |
| 16 de junho   | Robert Wiene   | cineasta  | Alemanha      | n. 1873     |     |